# Роб Холдинг
Робърт Самюъл Холдинг (на английски: Robert Samuel Holding; роден на 20 септември 1995 г. в Болтън) е английски футболист, играе като защитник, и се състезава за американския Колорадо Рапидс.

## Клубна кариера

### Болтън Уондърърс
На седем години Холдинг влиза в академията на отбора от родния му град Болтън Уондърърс.
Преминавайки през всички възрастови групи, през март 2015 година отива под наем в клуба от Втора лига Бери. Професионалния си дебют прави на 3 април 2015 година при победата на Бери над Кеймбридж Юнайтед с 2-0.
На 11 август 2015 година прави своя дебют за Болтън при загубата с 0-1 от отбора на Бъртън Албиън в турнира за Купа на Лигата. На 23 януари 2016 година отбелязва първия си гол за родния си клуб в домакинския мач срещу Милтън Кийнс Донс.
На 29 април 2016 година е избран за Играч на сезона на Болтън Уондърърс за сезон 2015/16. Въпреки това Болтън завършва последен в Чемпиъншип и изпада в третото ниво на английския футбол за първи път от 13 години.

### Арсенал
На 22 юли 2016 година Холдинг преминава в отбора от Английската висша лига Арсенал за сумата от два милиона паунда  В новия си клуб взима фланелката с номер 16, с която дотогава играе Аарън Рамзи, който ще играе с номер 8, взимайки го от отказалия се от футбола Микел Артета.

## Национален отбор
На 15 май 2016 година Холдинг е повикан от Гарет Саутгейт в националния отбор на Англия до 21 години за турнира в град Тулон, Франция на мястото на контузилия се защитник на Евертън Брендън Галауей. Дебюта си за тази гарнитура прави на 23 май 2016 година, започвайки като титуляр срещу състава на Гвинея до 21 години. Англия до 21 години печели турнира, а Холдинг записва две участия в него.

## Успехи

### Индивидуални
- Играч на сезона на Болтън Уондърърс: 2015/16